# Dysderoidea
Dysderoidea é uma superfamília de aranhas Araneomorphae com seis olhos que contém cinco famílas.

## Taxonomia
A superfamília Dysderoidea contém as seguintes famílias:
- Dysderidae
- Oonopidae
- Orsolobidae
- Segestriidae
- Trogloraptoridae